# Tintura de cannabis

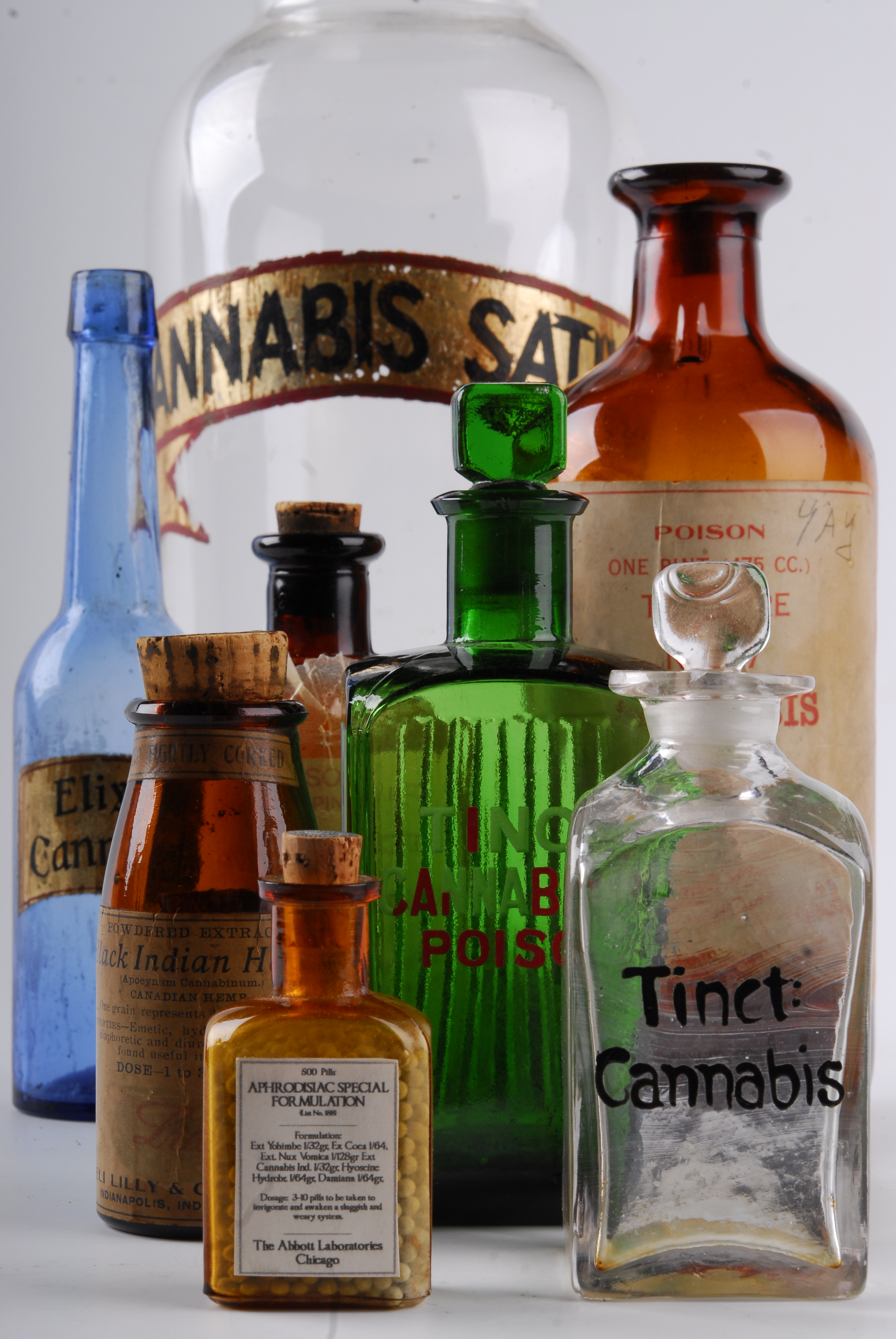
Tinturas de cannabis del en el Hash Marihuana & Hemp Museum en Ámsterdam.

La tintura de cannabis es un extracto alcohólico obtenido de las sumidades floridas de pies femeninos de la marihuana Cannabis sativa. Dependiendo de la proporción entre los dos cannabinoides más abundantes, THC y CBD, puede ser utilizada para fines recreativos, de modo similar a otras preparaciones de cannabis, o bien como un fármaco fitoterapéutico como se afirmaba en el siglo XIX.

## Historia

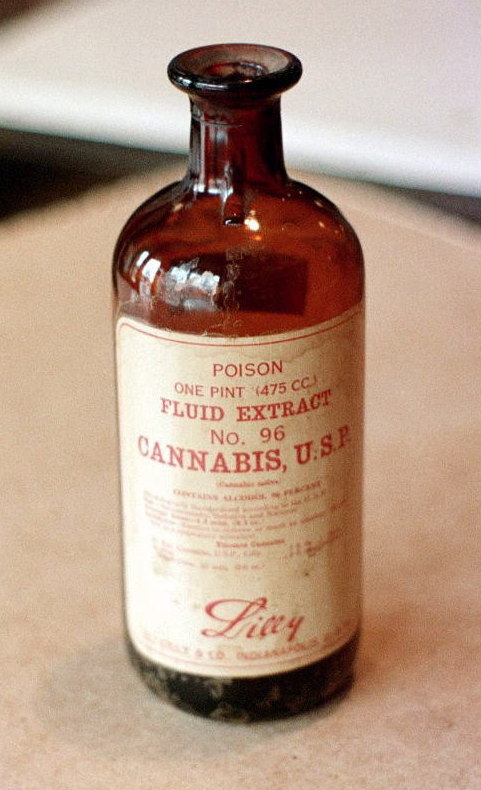
Las empresas Lilly, Parke Davis, Boericke & Tafel y Merrell Company están entre las principales farmacéuticas que comercializaban el extracto de cannabis hasta 1942 cuando la Cannabis sativa y C. indica fueron excluidas de la Farmacopea de Estados Unidos.

Una de las más antiguas referencias a las tinturas de cannabis es el Squire's Extract en el Transactions of the Medical and Physical Society of Calcutta, 1842. El médico cirujano y profesor de química de la Colegio Médico de Calcuta (Calcutta Medical College), el irlandés William Brooke O'Shaughnessy (1809-1889) a su retorno a Inglaterra, trajo consigo una cantidad de Cannabis indica y le propuso al farmacéutico Peter Squire la tintura referida, con propiedades sedantes, analgésicas, hipnóticas y espasmolíticas, refrendada por el The Lancet que destacó la particularidad de la tintura de no producir estreñimiento ni inapetencia como en el consumo crónico del opio y el cloral. La tintura elaborada por Squire, Squire's Extract, y otras similares, se volvieron muy populares y los médicos estuvieron dispuestos a prescribirla ya que el otro analgésico efectivo que conocían era la tintura de opio (láudano) que resultaba altamente adictiva, mientras que las tinturas de cannabis no eran adictivas fisiológicamente. En ese entonces la cannabis ya era reconocida y utilizada en la homeopatía, con indicaciones del propio creador de esta especialidad médica, Samuel Hahnemann (1755-1843) en 1796. La popularidad de la tintura de cannabis se extendió por todo el mundo. No obstante sus propiedades medicinales, el uso de la marihuana fue prohibido en la farmacopea británica en 1932, censurada en la farmacopea de Estados Unidos en 1942 y retirada de la farmacopea india en 1966.
La preparación farmacéutica denominada tintura o 'tintura madre', de la cual se preparan las diluciones homeopáticas, es uno de los métodos para extraer los principios activos encontrados en la Cannabis sativa o C. indica. Los componentes químicos, principalmente el delta-9-tetrahidrocannabinol (Δ9-THC), tienen muy baja solubilidad en agua (1-2 mcg/ml), pero solubles en solventes orgánicos como el alcohol. Aunque existen otros solventes orgánicos (como el alcohol isopropílico o el metanol) que pueden ser usados para la extracción, ellos son altamente tóxicos al cuerpo humano, por lo que, en la práctica, son imposibles de ser usados para las tinturas medicinales. No hay restricción sin embargo al uso de "alcohol de farmacia", o sea, el alcohol 92° GL, de hecho, este puede ser el mejor alcohol posible que se puede encontrar en muchos casos. El más recomendado, sin embargo, es el alcohol de cereales, que es formulado especialmente para medicamentos, perfumes y bebidas y posee hasta 95° GL de grado alcohólico. Para la extracción del cannabidiol (CBD) especialmente para usos medicinales requiere una preparación más cuidadosa y generalmente utiliza butano como solvente.

## Preparación
En la perspectiva de la farmacotecnia se trata de una tintura, una forma farmacéutica que aprovecha las propiedades disolventes y extractivas del alcohol. El objetivo es extraer el Δ9-THC (Delta-9-tetrahidrocannabinol) de la planta en el alcohol, haciendo así una tintura muy potente, que en cuestión de gotas puede proporcionar el mismo efecto que la marihuana fumada, la forma más popular de consumo.

## Farmacología
En el cuerpo humano existen cannabinoides endógenos, es decir, que son producidos en el cuerpo humano, como es el caso de la anandamida (AEA) y el 2-araquidonilglicerol. Por lo anterior, también existen receptores cannabinoides: receptores CB1 que se ubican en el sistema nervioso central (ganglios basales y sistema límbico), y los receptores CB2 que se ubican en el sistema inmunitario (bazo). El Δ9-THC contenido en las tinturas de cannabis actúa en ambos receptores.

### Riesgos por su consumo
La tintura de cannabis, si no es tomada prudentemente en la dosis recomendada y bajo indicaciones. Pero por su contenido en THC no debe ser usada si hay que manejar maquinaria. Los efectos secundarios del THC suelen ser transitorios, pero pueden ser graves, llegando incluso a desencadenar trastornos psicóticos en personas con predisposición. También puede provocar desvanecimiento, mareo, náuseas, crisis de ansiedad y taquicardia.